# Batalla de l'Havana
|  | Per a altres significats, vegeu «presa de l'Havana». |

La Batalla de l'Havana de 1748 va ser poc més que una escaramussa marítima lliurada entre una flota britànica dirigida per Charles Knowles i una altra espanyola de Andrés Reggio,  després de la fi de la Guerra de l'orella de Jenkins i la Guerra de Successió Austríaca (cosa que els participants desconeixien).

## Antecedents
Un cop produït el fracàs anglès en el major atac amfibi que la història coneixeria en diversos segles, en la decisiva victòria espanyola en el Setge de Cartagena d'Índies de 1741, es van produir sis anys de relativa calma en el Mar Carib a causa de l'esgotament de tots dos contendents. A abril de 1748 el contraalmirall Charles Knowles va partir de Jamaica cap a Cuba amb la intenció de capturar la Flota d'Índies durant el trajecte des de Veracruz a l'Havana. Vagarejà pels volts de l'illa durant mesos i després d'un enfrontament sense vencedor al Canal de les Bahames, es va aproximar de nou a l'Havana el 12 d'octubre, moment en què va ser interceptat, gairebé per casualitat, per les naus dels generals Reggio i Benito Spínola.
Els vaixells de guerra espanyols es van alinear llavors per tal de defensar darrere el Dragón, que en aquell moment tenia problemes amb una via d'aigua que li feia perdre velocitat, mentre que la fragata corsària Galga es va apartar de la línia de foc principal. Per la seva banda, els britànics van trigar un temps a reaccionar abans de formar una altra línia de combat, que es va fer de forma una mica aparatosa a causa de la lentitud de dos dels seus vaixells.
El Dragón es va retirar al cap de poc de començar el combat, un fet que va augmentar la inferioritat inicial de la flota espanyola. No obstant això, la batalla no va tenir grans accions si s'exceptua la captura de la nau Conquistador, durant el qual va morir el seu comandant, Tomás de Sant Justo. Després d'una sèrie d'avaries la tripulació de l'África va incendiar la seva pròpia nau, severament danyada, i els 4 vaixells restants es van retirar al port de l'Havana. Knowles no va atacar la ciutat, atès que no tenia prou forces, però va suposar que el resultat de la batalla mantindria Reggio a la ciutat, fet que li impediria defensar la Flota d'Índies, i així ho va fer saber a Londres mitjançant un correu.
No obstant això, en arribar la notícia a Europa, el que els marins implicats van rebre fou una sonora esbroncada, ja que feia mesos que s'havia signat la pau entre Espanya i Gran Bretanya mitjançant del Tractat d'Aquisgrà. Reggio fins i tot va arribar a ser jutjat per un consell de guerra, per bé que finalment es va decidir que la seva actuació havia estat correcta.

## Ordre de batalla

### Esquadra espanyola
- África (70 canons): General Andrés Reggio (cremat després de la batalla)
- Invencible (70): General Benito Spínola
- Conquistador (60): Tomás de San Justo (capturat)
- Dragón (60): Manuel de Paz
- Nueva España (60): Fernando Varela
- Real Familia (60): Marcos Forastal
- Fragata corsària Galga (30): Pedro de Garaycoechea

### Esquadra Anglesa
- Cornwall (80): contraalmirall Charles Knowles, Capità Polycarpus Taylor
- Lenox (70): Capità Charles Holmes
- Tilbury (60): Capità Charles Powlett
- Strafford (60): Capità David Brodie
- Warwick (60): Capità Thomas Innes
- Canterbury (60): Capità Edward Clarke
- Oxford (50): Capità Edmund Toll